# Kateřina Beranová
Kateřina Beranová (* in Blansko) ist eine tschechische Opernsängerin (lyrischer Koloratursopran) und Gesangspädagogin.

## Leben und Wirken
Beranová begann im Alter von 14 Jahren ein Gesangsstudium am Konservatorium von Brünn, wo sie mit 20 das Studium mit Auszeichnung abschloss. Danach erhielt sie ihr erstes Engagement im Chor der Accademia Nazionale di Santa Cecilia in Rom, wo sie ihre Studien fortsetzte und als Solistin der Accademia Nazionale unter Dirigenten wie Daniele Gatti, Wolfgang Sawallisch, Wladimir Teodorowitsch Spiwakow oder Christian Thielemann sang.
Von 1997 bis 2001 studierte sie bei Walter Moore an der Universität für Musik und darstellende Kunst Wien und schloss das Studium mit dem Diplom für Lied und Oratorium ab.
Zwischen 1996 und 2002 sang sie bei den Bayreuther Festspielen regelmäßig die Partie des 1. Blumenmädchens in Parsifal unter den Dirigenten Giuseppe Sinopoli, Christoph Eschenbach und Christian Thielemann. Unter Sinopoli war sie auch als Woglinde und Waldvogel im „Ring des Nibelungen“ im Teatro dell’Opera di Roma zu hören.
Engagements führten die Künstlerin unter anderem nach Dublin, Turin, ans John F. Kennedy Center for the Performing Arts nach Washington, D.C., zum „Carinthischen Sommer“, ans Theater an der Wien, in den Wiener Musikverein und ins Wiener Konzerthaus.
Eine Operetten-Tournee nach Tokio folgte 2002, wo sie gemeinsam mit dem Tenor Herbert Lippert in der Suntory Hall auftrat.
An der Anton Bruckner Privatuniversität in Linz unterrichtet sie seit 2007 Gesang und ist seit 2016 Universitätsdozentin.
2008 wirkte sie im Requiem von Antonín Dvořák in Brüssel und Rotterdam mit, wo sie vom Orchestre National de Belgique begleitet wurde. Im gleichen Jahr folgte an der Accademia Nazionale di Santa Cecilia die Kantate BWV 21 von Johann Sebastian Bach unter der Leitung von Ton Koopman.
2009 und 2010 wirkte sie bei der Styriarte in Graz, beim Brucknerfest in Linz und bei den Oberammergauer Passionsspielen mit.
Unter Gijs Leenaars war sie 2011 mit dem Bach Chor Holland und dem Concertgebouw Chamber Orchestra Amsterdam in Leiden, Groningen und Lochem und feierte ihr Rollendebüt als Contessa in Mozarts Le Nozze di Figaro am Tiroler Landestheater Innsbruck. Weitere Stationen in diesem Jahr waren das Konzerthaus Berlin, die Laeiszhalle in Hamburg, das Barbican Centre in London, das Gewandhaus (Leipzig), Auftritte in Turin, Los Angeles und an weiteren Spielstätten.
Unter der Leitung von Matthias Georg Kendlinger und begleitet von den von ihm gegründeten „K&K Philharmonikern“ sang sie 2012 in Lemberg/Ukraine, in der Laeiszhalle in Hamburg, im hr-Sendesaal in Frankfurt am Main und dem Konzerthaus Berlin.
Kateřina Beranová wirkte am 25. Januar 2013 im historischen Sitzungssaal des Parlamentsgebäudes Wien bei der Uraufführung der modernen Oper (halbszenische Musiktheaterproduktion) „Spiegelgrund“ mit, die von Peter Androsch für den Internationalen Holocaust-Gedenktag komponiert und im ORF direkt übertragen wurde. Auch beim Brucknerfest in Linz, wo die Oper im Herbst 2013 aufgeführt wurde, wirkte Beranova mit. 
2016/2017 sang sie Passionen von Balduin Sulzer und Peter Androsch im Brucknerhaus Linz, in Passau, Regensburg und anderen Aufführungsorten. Zahlreiche weitere Konzerte, Open-Air-Veranstaltungen, Liederabende und Neujahrskonzerte folgten unter anderem mit der Ungarischen Kammerphilharmonie unter Antal Barnas, der Thüringer Philharmonie oder der Erfurter Philharmonie.
2018 wirkte Kateřina Beranová bei der Welturaufführung des Osteroratoriums von Michael Stenov in der Pfarrkirche St. Peter in Linz/Spallerhof mit.
Beranová gibt regelmäßig Meisterkurse für Gesang in Tschechien (Prag, Brünn, Budweis), Österreich (Zell an der Pram, Linz), Italien und Deutschland und ist Jurymitglied bei internationalen Gesangswettbewerben.
Kateřina Beranová ist mit dem Tenor Claus Durstewitz verheiratet und lebt in Linz.

## Repertoire (Auswahl)
- Donizetti, „Lucia di Lammermoor“ (Wahnsinnsszene)
- Mozart, „Le nozze di Figaro“ (Duett Susanna-Figaro)
- Mozart, „Die Entführung aus dem Serail“ (Arie des Osmin)
- Nicolai, „Die lustigen Weiber von Windsor“ (Als Büblein klein)
- Rossini, „Il barbiere di Siviglia“ (Arie der Rosina: Una voce poco fa)
- Verdi, „Rigoletto“ (Arie der Gilda: Caro nome)
- Verdi, „Simone Boccanegra“ (Arie des Fiesco)
- Wagner, „Das Rheingold“ und „Götterdämmerung“ (Woglinde)